# Peter Wilhelm Millowitsch

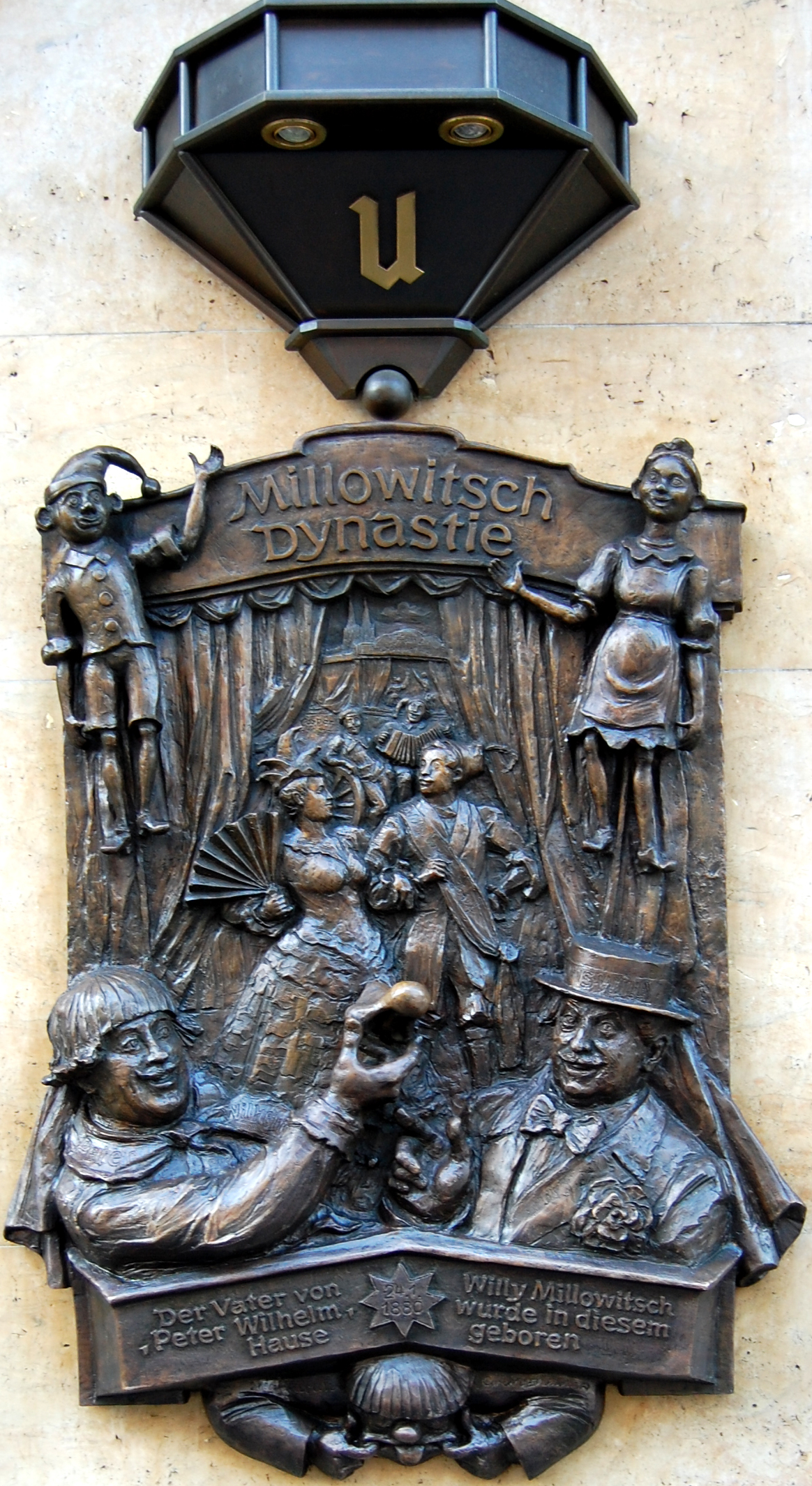
Gedenktafel am Uerige

Peter Wilhelm Millowitsch (* 24. Januar 1880 in Düsseldorf; † 14. Januar 1945 in Remagen) war ein deutscher Schauspieler und Theaterleiter.

## Leben
Geboren wurde Peter Wilhelm Millowitsch in einem Haus in Düsseldorf, das heute als die Altbier-Brauerei Zum Uerige bekannt ist. Zum Gedenken an ihn und die Schauspieler-Dynastie der Millowitschs wurde eine bronzene Tafel neben der Eingangstür angebracht. 
Sein Vater war Wilhelm Josef Millowitsch (1854–1909), der 1895 das Millowitsch-Theater (damals in der Schildergasse in Köln) von Stockpuppen auf echte Schauspieler umstellte. Ab 1920 übernahm Peter Wilhelm die Leitung des Hauses von seiner Mutter Emma, die das Theater seit 1909 geführt hatte. Wegen der Wirtschaftskrise war Millowitsch gezwungen, an ständig wechselnden Orten zu spielen, so beispielsweise auch am Wuppertaler Rex-Theater. 1936 ließ er sich am heutigen Standort in der Aachener Straße Nr. 5, den ehemaligen „Coloniasälen“,  in der Nähe des Rudolfplatzes in Köln nieder. 1940 übernahm sein Sohn Willy zunächst alleine die Leitung des Hauses.
Peter Wilhelm Millowitsch war seit 1905 verheiratet mit der Wiener Schauspielerin Katharina „Käthe“ Luise Plank (1881–1942). Seine Schwägerin war die Schauspielerin und Sängerin Cordy Millowitsch. Seine Kinder Willy Millowitsch und Lucy Millowitsch waren ebenfalls Schauspieler. Nach dem Krieg führten sie viele Jahre lang gemeinsam das väterliche Theater. Auch seine Enkelkinder Peter und Mariele Millowitsch erlernten das Schauspielfach. Peter Millowitsch leitete  das Theater.
Peter Wilhelm Millowitsch starb 1945 in Remagen. Sein Grab befindet sich auf dem Kölner Melaten-Friedhof.